# 天和大火
天和大火（日語：天和の大火，てんなのたいか）在天和2年舊暦12月28日（西曆換算1683年1月25日）發生的江戶火災。28日正午左右從駒込的大圓寺起火，並持續燒至翌日上午5點左右。死者估計最多有3500人。　
於七火災（日語：お七火事，おしちかじ）也有人這麼稱呼。八百屋於七在這場火災中是受害者，與其後八百屋於七縱火的火災不同

## 八百屋於七
這場大火燒毀了江戶本郷的一家八百屋，他們避難到了檀那寺（關於這座寺廟有多種說法）。在避難期間，八百屋的女兒八百屋於七與寺廟的小姓產生了戀情。隨著店舖的重建，於七一家搬出了寺廟，但於七對於寺小姓的思念愈發強烈。她心中想着，如果再一次起火，或許能再次到寺廟見到寺小姓，於是出於想見小姓的單純心思，她放火燒了自己的家。火迅速被撲滅，僅造成小火災，但於七卻被捕獲，並在鈴森刑場被判火刑。由此可見，天和火災也因此被稱為於七火災。

## 天和大火題材的作品
- 井原西鶴『好色五人女』

## 出典
1. ↑  黒木喬 著『お七火事の謎を解く』教育出版、2001年
2. ↑  高橋圭一「八百屋お七とお奉行様」『江戸文学』29号、ペリカン社、2003年